# Cratis
El Cratis (del griego Κρᾶθις - Krâthis, que indicaba la personificación de la potencia; en italiano, Crati) es un río italiano de Calabria, que nace en La Sila y desemboca en el mar Jónico, en el golfo de Tarento después de un recorrido de 91 km. Es el río principal de Calabria, de hecho el más importante de la región por volumen de agua en la desembocadura (aunque el tercero de la Italia meridional después de Volturno y Sele) con una media anual de alrededor de 36 m³/s, por longitud de su curso (91 kilómetros) y superficie de cuenca (2.440 km²).

## Descripción
Después de nacer en Timpone Bruno, dentro de la meseta montañosa de La Sila, unos kilómetros al sur de la ciudad de Cosenza, fluye por debajo de las murallas de la ciudad de Cosenza, luego se le une un riachuelo llamado Busento, y tiene un curso casi recto hacia el norte a través del centro de la península Brucia, hasta que se acerca a los límites con Basilicata, donde gira abruptamente hacia el este y desemboca en el golfo de Tarento, inmediatamente al sur del antiguo lugar de Turios. 
En la actualidad, a una distancia de alrededor de 5 km de su desembocadura, recibe las aguas del río Coscile, que en la Antigüedad seguía su propio curso hacia el mar.

## Historia
Al estar próximo a la célebre ciudad de Síbaris, el Cratis es mencionado por muchos escritores antiguos. Eurípides lo alaba, y alude al peculiar tinte rojizo-dorado que se suponía que daba al pelo, un hecho que también señala Ovidio y otros escritores. Las llanuras por las que discurre el Cratis en la última parte de su curso fueron destacadas en los tiempos antiguos por su fertilidad. En el siglo XIX se habían vuelto pantanosas e insalubres. Como todas las corrientes que descienden de una región montañosa y luego discurren por un tramo aluvial llano, el río estaba sujeto a violentas inundaciones y repentinos cambios de su curso: en los florecientes días de Síbaris estuvo sin duda contenido por diques; y de ahí que los ciudadanos de Crotona, después de su gran victoria sobre los sibaritas en el año 510 a. C., decididos a aniquilar a la ciudad rival, rompieran los diques del Cratis y devolvieran sus aguas al lugar de Síbaris. Heródoto menciona de pasada el lecho seco del Cratis (v. 45), que era evidentemente su antiguo canal. El mismo autor expresamente relata que el río italiano recibió su nombre de los aqueos que fundaron Síbaris, por la menos célebre corriente del mismo nombre que había en su país natal.